# South Bedfordshire
South Bedfordshire var ett distrikt i Central Bedfordshire i Storbritannien. Det ligger i grevskapet Bedfordshire och riksdelen England, i den södra delen av landet, 50 km nordväst om huvudstaden London. Distriktet har 112 637 invånare (2001).
2009 blev distriktet en del av enhetskommunen Central Bedfordshire.